# Попков, Владимир Иванович
Владимир Иванович Попков (род. 15 февраля 1954; деревня Липовка, Брянская область) — российский государственный и политический деятель. Председатель Брянской областной Думы с 30 сентября 2014 года по 18 сентября 2020 года. Депутат Брянской областной Думы III—VII созывов.

## Биография
Родился 15 февраля 1954 года в Липовке Трубчевского района Брянской области. В 1972 г. окончил Трубчевский политехнический техникум, в 1981 г. — Всесоюзный заочный финансово-экономический институт.
1975—1977 гг. — инспектор исполкома Трубчевского районного Совета народных депутатов. 1977—1982 гг.- председатель исполкома Трубчевского городского Совета народных депутатов. 1982—1985 гг. — управляющий городским производственным трестом дорожного строительства и благоустройства г. Брянска. 1986—1990 гг. — начальник Брянского городского управления коммунального хозяйства. 1990—1992 гг. — управляющий трестом «Брянскоблремстройбыт». С февраля 1992 г. по 30 сентября 2014 — генеральный директор Газпром газораспределение Брянск (до 15.10. 2013 — ОАО «Брянскоблгаз»);
С 30.09.2014 — по 18.09.2020 — Председатель Брянской областной Думы.
Женат. Имеет двух сыновей.